# 1671

## أحداث
- 9 مايو - توماس بلد، يتنكر في زي رجل دين، ويحاول سرقة جواهر التاج البريطاني من برج لندن. قبض عليه فورا لأنه في حالة سكر. أدين في لاحقا بالموت ثم عفي عنه في ظروف غامضة ونفي من قبل الملك تشارلز الثاني.
- 1 يونيو - العثمانيون يعلنون الحرب على بولندا.

## مواليد
- جان غاستوني دي ميديشي

## وفيات
- محمود بن عبد الله الموصلي: فقيه حنفي وصوفي عراقي.